# Высокое (Саратовская область)
Высокое (нем. Dönhof) — село в Красноармейском районе Саратовской области, административный центр Высоковского муниципального образования. Основано немецкими переселенцами в 1766 году. Население — 822 чел. (2010).

## Название
Современное название присвоено после депортации немцев. До депортации немцев село было известно под названиями Денгоф и Гололобовка. Немецкое название Денгоф присвоено по фамилии первого старосты (нем. Dönhof). Название Гололобовка присвоено указом от 26 февраля 1768 года наименованиях немецких колоний.

## История
Основано немецкими переселенцами в 1767 году. Первые 109 семей прибыли из Вюртемберга и Дании. Верующие — лютеране. Церковная община входила в лютеранский приход Лесной Карамыш (Гримм). Первая деревянная церковь построена в 1808 году, перестроена в 1834 году. С момента основания села имелась церковно-приходская школа, в 1894 году, кроме неё, действовала товарищеская школа.
Земельный надел общины (на 1857 год) занимал 3790 десятин; в 1910 году — 9030 десятин. С 1883 года введено строгое трехполье. Покосы, до 400 десятин, были расположены по оврагам, лесам и реке Топовке (Таловке). По состоянию на 1862 год, числилось 335 дворов (2337 мужчин и 2256 женщин), имелась лютеранская церковь, кожевенный завод, две маслобойни, одна мельница. Быстрый рост населения в XIX веке привёл к миграции населения. В 1863 году в Басманскую волость переселилось 384 человека (ревизских душ). В 1874 году 17 человек эмигрировали в Америку. В этот же период многие отселились в Симбирскую губернию и на Кавказ. Всего с 1863-го до 1887 год в разные места выселилось 815 мужчин и 704 женщины; причислено за этот же период 15 мужчин и 11 женщин.
В 1894 году в селе было 645 дворов. Планировка поселения была квартальной. Жители в основном были земледельцами. 700 человек изготавливали ткань сарпинку, некоторая часть занималась изготовлением веялочных машин, фур. Работал кожевенный завод. Дважды в год проводились трехдневные ярмарки (24 июня и первое воскресенье октября), работал базар. Обществу принадлежала водяная мукомольная мельница на реке Карамыш.
Тяжёлым испытанием для села стал голод 1921—22 годов. В 1921 году в селе родилось 206 человек, умерло — 644. В 1920-е годы организован Денгофский сельсовет, в 1924 году образована сарпиноткацкая артель имени Розы Люксембург. В 1926 году имелась кооперативная лавка, сельскохозяйственное кредитное товарищество, начальная школа, изба-читальня. В 1927 году постановлением ВЦИК «Об изменениях в административном делении Автономной С. С. Р. Немцев Поволжья и о присвоении немецким селениям прежних наименований, существовавших до 1914 года» селу Гололобовка Бальцерского кантона возвращено название Денгоф.
28 августа 1941 года был издан Указ Президиума ВС СССР о переселении немцев, проживающих в районах Поволжья. Немецкое население депортировано в Сибирь и Казахстан, село включено в состав Саратовской области. 2 июля 1942 году Денгофский сельсовет переименован в Высоковский.

## Физико-географическая характеристика
Село находится в лесостепи, в пределах Приволжской возвышенности, являющейся частью Восточно-Европейской равнины, в 4,7 км к западу от реки Карамыш. Высота центра населённого пункта — 211 метров над уровнем моря. В окрестностях села распространены чернозёмы южные. Почвообразующие породы — глины и суглинки.
Высокое расположено в 88 км к югу от Саратова и 20 км к западу от районного центра города Красноармейск.

### Климат
Климат умеренный континентальный (согласно классификации климатов Кёппена — влажный континентальный климат (Dfb) с тёплым летом и холодной и продолжительной зимой). Многолетняя норма осадков — 427 мм. Наибольшее количество осадков выпадает в июле — 45 мм, наименьшее в марте — 22 мм. Среднегодовая температура положительная и составляет + 5,9 С, средняя температура самого холодного месяца января −10,9 С, самого жаркого месяца июля +21,6 С.

### Часовой пояс
Село Высокое, как и вся Саратовская область, находится в часовой зоне МСК+1. Смещение применяемого времени относительно UTC составляет +4:00.

## Население
| 1987 | 2002 |
| ---- | ---- |
| ≈670 | 857  |

| 1767  | 1769  | 1773  | 1788  | 1798  | 1816  | 1834  |
| ----- | ----- | ----- | ----- | ----- | ----- | ----- |
| 362   | ↗384  | ↗470  | ↗711  | ↗870  | ↗1436 | ↗2508 |
| 1850  | 1857  | 1859  | 1886  | 1894  | 1897  | 1905  |
| ↗3864 | ↗4465 | ↗4593 | ↗4886 | ↗6416 | ↘4831 | ↗7516 |
| 1911  | 1920  | 1922  | 1923  | 1926  | 1931  | 2002  |
| ↗8447 | ↘5721 | ↘5040 | ↘4648 | ↗5313 | ↗5637 | ↘860  |
| 2010  |       |       |       |       |       |       |
| ↘822  |       |       |       |       |       |       |